# No Prayer on the Road
No Prayer on The Road är Iron Maidens turné i samband med albumet No Prayer for the Dying 1990–1991.
I stil med albumet och som en direkt motreaktion till Seventh Son-eran frångick scenproduktionen de storslagna 1980-talsproduktionerna, och bandet uppträdde i jeans och läder istället för spandex. Istället för fantasy- och science fiction-scenerier bestod scendekoren av Marshall-högtalare.
Turnén var den första Iron Maiden-turnén med den nya gitarristen Janick Gers. Gers tog över alla Smiths gitarrsolon och lade även till en ny egen bit i slutet av 22 Acacia Avenue.
Turnén hade premiär i Milton Keynes, England den 19 september 1990 och avslutades i Toulon i Frankrike den 21 september 1991, med totalt 110 konserter av 119 planerade.

## Sverige
Två konserter gavs i Sverige under Europaturnén: 9 november i Scandinavium i Göteborg och 10 november på Hovet i Stockholm. Biljettpriset för en läktarplats var 190 kr.

## Låtlista
Intro: 663 Squadron Theme (1964)
1. Tailgunner (No Prayer for the Dying, 1990)
2. Public Enema Number One (No Prayer for the Dying, 1990)
3. Wrathchild (Killers, 1981)
4. Die With Your Boots On (Piece of Mind, 1983)
5. Hallowed Be Thy Name (The Number of the Beast, 1982)
6. 22 Acacia Avenue (The Number of the Beast, 1982)
7. Holy Smoke (No Prayer for the Dying, 1990)
8. The Assasin (No Prayer for the Dying, 1990)
9. No Prayer for the Dying (No Prayer for the Dying, 1990)
10. Hooks In You (No Prayer for the Dying, 1990)
11. The Clairvoyant (Seventh Son of a Seventh Son, 1988)
12. 2 Minutes to Midnight (Powerslave 1984)
13. The Trooper (Piece of Mind, 1983)
14. Heaven Can Wait (Somewhere In Time, 1986)
15. Iron Maiden (Iron Maiden, 1980)
16. The Number Of The Beast (The Number of the Beast, 1982)
17. Bring Your Daughter...To the Slaughter
18. Run to the Hills (The Number of the Beast, 1982)
19. Sanctuary (Sanctuary / Iron Maiden, 1980)

### Variationer
- The Prisoner (The Number of the Beast, 1982)  Spelades på Roskildefestivalen 1991 och på ytterligare tre konserter i september 1991.
- The Evil That Men Do (Seventh Son of a Seventh Son, 1988)  Spelades på Roskildefestivalen 1991 och på ytterligare tre konserter i september 1991.

## Nya länder
- Irland

## Medlemmar
- Steve Harris – Bas
- Dave Murray – Gitarr
- Bruce Dickinson – Sång
- Nicko McBrain – Trummor
- Janick Gers – Gitarr